# Matija Muhar
Matija Muhar (Eslovenia, 22 de junio de 1996) es un atleta esloveno especializado en la prueba de lanzamiento de jabalina, en la que consiguió ser campeón mundial juvenil en 2013.

## Carrera deportiva
En el Campeonato Mundial Juvenil de Atletismo de 2013 ganó la medalla de oro en el lanzamiento de jabalina, con una marca de 78.84 metros que fue su mejor marca personal, por delante del húngaro Norbert Rivasz-Tóth (plata con 78.27 metros) y del español Pablo Bugallo.